# 陳炘

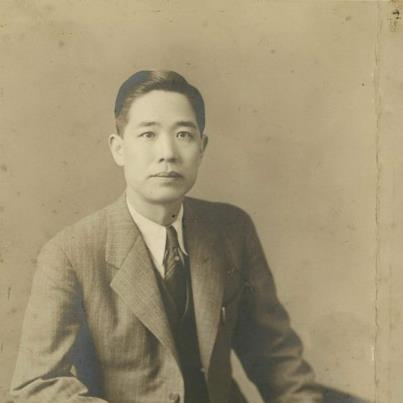
陳炘

陳 炘（ちん きん、1893年 - 1947年?）は、台湾の実業家。台湾金融界の先駆者であり、台湾金融システムに多大な貢献をした。

## 生涯

### 日本統治時代
日本統治時代の台湾台中県大甲鎮（現在の台中市大甲区）出身。台北師範学校卒業後、日本の慶應義塾大学部理財科へ留学、さらに1925年にはアメリカ・コロンビア大学で経済博士号を取得した。帰国後は台湾人のための台湾人による金融機関の設立に奔走し、1927年に大東信託株式会社（会長は林献堂）を設立し、日本人資本の金融機関に対抗した。
また、『台湾青年』の編集や新民会、台湾文化協会などの文化活動にも積極的に参加した。それらが頓挫すると林献堂や台中で開業医をしていた日本出身の宮原武熊らと内台（内地人=日本人と台湾人）融和を目指す『東亜共栄協会』を設立している。

### 国民党時代
1947年に二・二八事件が発生すると、陳炘は国民党軍により連行され、それ以降の消息は不明である。一説には、経営する大東信託が台湾島内で浙江財閥資本との競争があったために殺害されたとも言われている。事件後、大東信託は合併され、華南銀行として再編された。